# Palla publius
Palla publius är en fjärilsart som beskrevs av Otto Staudinger 1892. Palla publius ingår i släktet Palla och familjen praktfjärilar. Inga underarter finns listade i Catalogue of Life.